# فوشيا (نظام تشغيل)
فوشيا هو نظام تشغيل مفتوح المصدر قائم على التوافق طورته جوجل اكتُشف المشروع بصورة مفاجئة على غيت هاب في أغسطس 2016، من دون سابق إعلان رسمي للنظام. على عكس أنظمة التشغيل السابقة التي طورتها جوجل مثل كروم أو إس وأندرويد، المبنية على نواة لينكس، يعتمد فوشيا على نواة جديدة تسمى زيركون. بعد سنوات من التطوير، أُصدر فوشيا رسميًا للجمهور على الجيل الأول من جوجل نست هب، ليحل محل نظام التشغيل الأصلي كاست أو إس.

## وصلات خارجية
- الموقع الرسمي